# San Nicolás, Tamaulipas
San Nicolás là một đô thị thuộc bang Tamaulipas, México. Năm 2005, dân số của đô thị này là 1044 người.